# Issey Nakajima-Farran
Issey Nakajima-Farran (Calgary, 16 mei 1984) is een Canadees voetballer die als aanvaller speelt bij CCB LFC United.

## Clubcarrière
Nakajima-Farran begon zijn carrière in 2003 bij Albirex Niigata. Vanaf 2004 speelde Nakajima-Farran als aanvaller voor verschillende clubs in Azië en Europa.

## Interlandcarrière
Nakajima-Farran debuteerde in 2006 in het Canadees nationaal elftal en speelde 38 interlands. Hij nam met het Canadees voetbalelftal deel aan de CONCACAF Gold Cup 2007, 2009, 2011 en 2013.